# Le Transporteur 2
Pour les articles homonymes, voir Le Transporteur (homonymie) et Transport (homonymie).
Série Le Transporteur
Le Transporteur
(2002) Le Transporteur 3
(2008)
Pour plus de détails, voir Fiche technique et Distribution.
Le Transporteur 2 (Transporter 2) est un film franco-américano-allemand réalisé par Louis Leterrier et sorti en 2005.
Jason Statham revient dans le rôle de Frank Martin, un « transporteur » professionnel qui livre des colis sans poser de questions. Pour cette nouvelle mission située à Miami, en Floride, il est le chauffeur d'un jeune garçon qui s'est fait enlever. Frank met alors tout en œuvre afin de le sauver.
Il s'agit de la suite du premier opus de la trilogie, sorti en 2002. Il est suivi par Le Transporteur 3 en 2008, puis d'une série télévisée en 2012 et d'un reboot, Le Transporteur : Héritage, en 2015.
Comme son prédécesseur, le film obtient un accueil critique mitigé mais est un succès au box-office en permettant de rapporter plus de 85 millions de dollars.

## Synopsis
À Miami, Frank Martin s'occupe de conduire le petit Jack Billings à l'école pendant un mois pour dépanner ses parents. Mais son père, riche homme politique, est fortement impliqué dans la lutte anti-drogue et n'a pas que des amis. Un mercenaire à la solde du cartel colombien cherche à inoculer au jeune enfant un virus mortel et terriblement contagieux lors d'une visite médicale de rappel de vaccin. Frank a fait la promesse à l'enfant de ne jamais laisser personne lui faire du mal et il entend bien tenir cette promesse.
Après avoir réussi à déjouer le piège au cabinet médical, Frank est malheureusement contraint de livrer l'enfant au mercenaire qui le garde en otage en échange d'une rançon que les parents acceptent de payer. Mais alors que l'enfant est rendu à ses parents contaminé par le virus qui doit se propager, Frank réussit à s'enfuir des griffes du mercenaire, part récupérer l'antidote pour guérir l'enfant et cherche à confronter le mercenaire pour le neutraliser.

## Fiche technique
Sauf indication contraire, les informations mentionnées dans cette section peuvent être confirmées par la base de données cinématographiques IMDb,  présente dans la section « Liens externes ».
- Titre français original : Le Transporteur 2
- Titre anglophone international : Transporter 2
- Réalisation : Louis Leterrier
- Scénario : Luc Besson et Robert Mark Kamen, d'après les personnages créés par Luc Besson et Robert Mark Kamen
- Musique : Alexandre Azaria
- Direction artistique : Rosa Palomo
- Décors : J. Mark Harrington
- Costumes : Bobbie Read
- Photographie : Mitchell Amundsen
- Son : Cyril Holtz, Alexandre Widmer, Dominique Lacour, Scott Clements
- Montage : Christine Lucas Navarro et Vincent Tabaillon
- Production : Luc Besson et Steve Chasman
  - Production déléguée : Terry Miller
  - Production associée : Elayne Keratsis, David Lai et Michael Waxman
  - Assistant de production : Mehdi Sayah
- Sociétés de production[1] :
  - France : EuropaCorp, TF1 Films Production, Canal+ et TPS Star
  - États-Unis : Current Entertainment et Sea Side Films Florida Inc.
  - Allemagne : Telepool GmbH et Universum Film AG
- Sociétés de distribution[2] : EuropaCorp Distribution (France) ; 20th Century Fox (États-Unis) ; Leonine (Universum) (Allemagne) ; Belga Films (Belgique)
- Budget : 24 584 460 €[3]
- Pays de production :  France,  États-Unis,  Allemagne
- Langues originales : anglais, français, italien
- Format[4] : couleur - 35 mm - 2,39:1 (Cinémascope) (Panavision) - son DTS | Dolby Digital | SDDS
- Genre : action, policier, thriller
- Durée : 87 minutes ; 93 minutes (director's cut)
- Dates de sortie[5] :
  - France : 3 août 2005
  - Belgique : 24 août 2005[6]
  - Allemagne : 1er septembre 2005
  - États-Unis, Québec : 2 septembre 2005[7]
- Classification[8] :
  - France : tous publics[9]
  - États-Unis (version d'origine) : interdit aux moins de 17 ans (R – Restricted)[Note 2]
  - États-Unis (version coupée) : accord parental recommandé, film déconseillé aux moins de 13 ans (PG-13 - Parents Strongly Cautioned)[Note 3]
  - Allemagne : interdit aux moins de 12 ans (FSK 12)
  - Allemagne (director's cut) : interdit aux moins de 16 ans (FSK 16)
  - Belgique : tous publics (Alle Leeftijden)[6]
  - Québec : 13 ans et plus (violence) (13+ / 13 years and over)[7]

## Distribution
- Jason Statham (VF : Boris Rehlinger) : Frank Martin / Le Transporteur
- Alessandro Gassmann (VF : Loïc Houdré) : Gianni Chellini
- Amber Valletta (VF : Marie Donnio) : Audrey Billings
- Kate Nauta (VF : Jeanne Savary) : Lola
- Matthew Modine (VF : Philippe Vincent) : Jefferson « Jeff » Billings
- Jason Flemyng (VO : Mike Francis / VF : Myglene Mirtchev) : Dimitri
- Keith David (VF : Jean-Michel Martial) : Stappleton
- Hunter Clary (de) : Jack Billings
- Shannon Briggs (VF : Asto Montcho) : Max
- François Berléand (VF : lui-même) : l'inspecteur Tarconi
- Raymond Tong : Rastaman
- George Kapetan : Dr Sonovich
- Jeff Chase (en) : Vasily
- Gregg Weiner : Tipov
- Marty Wright : un commando
- AnnaLynne McCord (VF : Noémie Orphelin) : la voleuse de voiture dans le parking
- Tim Ware : Hoffman
- Andy Horne : Dr Koblin
- Vincent De Paul : le chef de la sécurité de Billings (non crédité)

 Source et légende : version française (VF) sur Voxofilm.

## Production

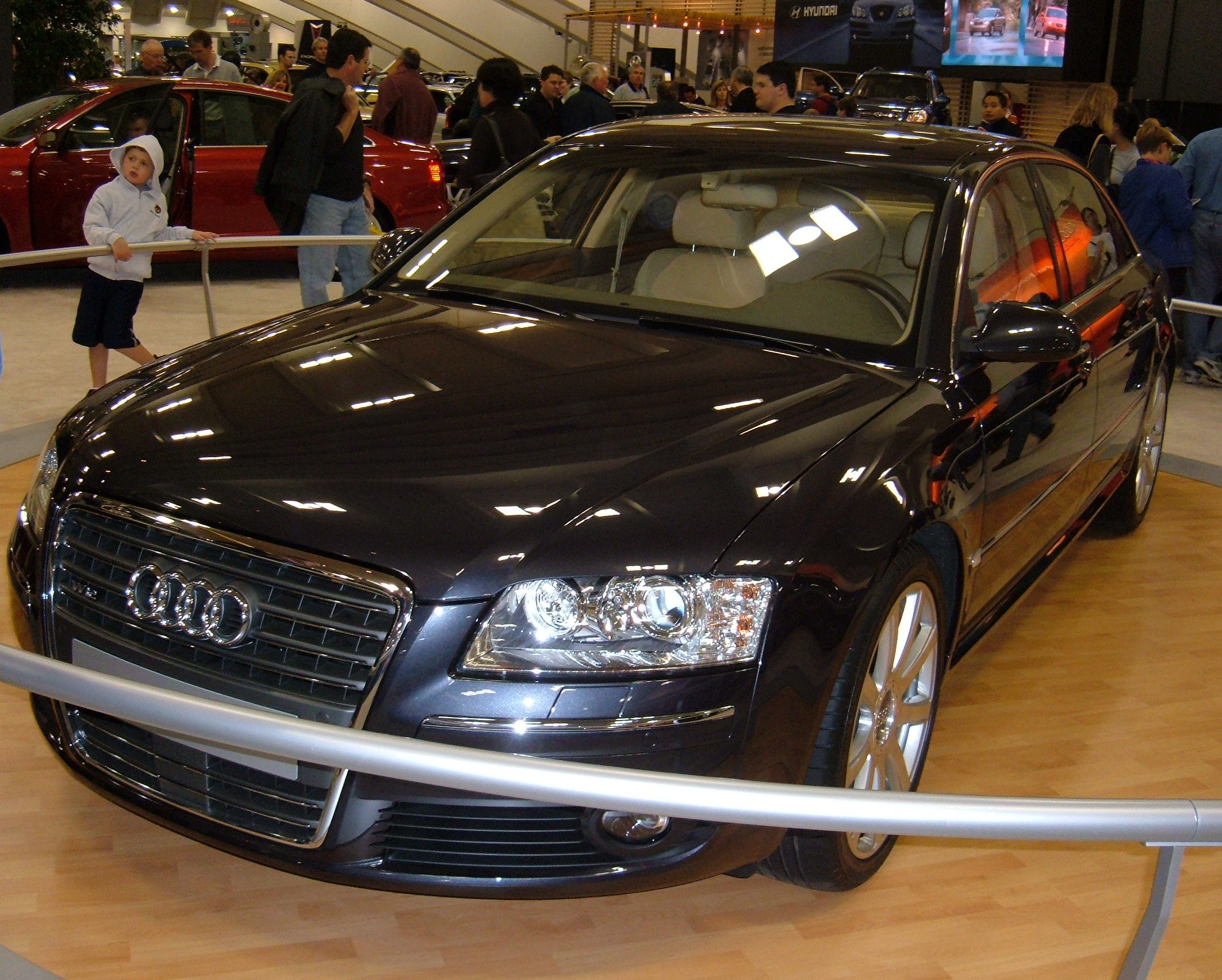
Une Audi A8 W12 noire, voiture utilisée dans le film.

Lorsque la 20th Century Fox, le distributeur américain, sort Le Transporteur en octobre 2002, le film devient un succès à travers le monde. Produit et coécrit par le cinéaste Luc Besson, Le Transporteur obtient un succès encore plus grand lors de sa sortie en DVD. Dans un même temps, le film lance la carrière de Jason Statham en tant que nouvelle star des films d'action d'Hollywood. Celui-ci déclare : « Partout où j'allais, les gens me disaient combien ils aimaient Le Transporteur et le caractère de Frank Martin en tant que transporteur est un rôle particulièrement important pour moi car il a influencé ma carrière plus que tout autre film. ».
Avec le succès mondial du Transporteur et l'émergence de Jason Statham comme une star de film d'action, aucune suite n'était prévue. Cependant, Luc Besson voit le Transporteur 2 comme un événement de cinéma surpassant l'original à l'échelle et au niveau de l'émotion. Malgré le succès du premier film et l'empressement des cinéastes de se réunir pour un deuxième film, la production s'avère compliquée à mettre en place, Statham étant beaucoup demandé. Le réalisateur Louis Leterrier, qui venait de terminer le film Danny the Dog, était à la recherche d'autres projets, et Corey Yuen, qui a coréalisé le premier film, était occupé sur plusieurs films.
Finalement, le calendrier de Statham permet de faire le film. Jason Statham décrit que « Frank a évolué depuis le premier film. Il y a beaucoup plus en jeu, surtout émotionnellement ». L'acteur a apprécié le mélange du côté doux et plus sévère du personnage : « Un jour, je fais une scène émotionnelle face à Amber Valletta et le lendemain je fais une scène de combat face à une bande de voyous. ». Statham, qui ne voulait pas d'un cascadeur, même pour les plus intenses scènes d'action du film, se délectait de l'aspect physique du personnage. Selon l'acteur, qui conduit une Audi A8 W12 noire, une des joies pour l'acteur a été de renouer avec les aptitudes de la conduite à haute vitesse qu'il a acquises durant le premier film : « Conduire cette voiture à haute vitesse était une véritable ruée, mais je dois admettre que la formation et l'exécution des cascades étaient plus faciles la deuxième fois. Cette fois, je savais ce qui m'attendait. ».

## Accueil

### Accueil critique
Le Transporteur 2 rencontre un accueil critique mitigé. Sur le site Rotten Tomatoes, il obtient un score de 52 % pour un total de 120 critiques et une note moyenne de 5,4⁄10, le consensus du site conclut que le film offre une suite élégante et plus ciblée du Transporteur et qu'il est exagérément amusant pour les fans du premier film. Sur Metacritic, le film obtient un score de 56⁄100 sur la base de 29 critiques, indiquant des avis généralement mitigés. En France, notamment sur le site Allociné, l'accueil est assez modéré avec une note moyenne de 2.5⁄5 pour 14 critiques presse recensées.

### Box-office
Lors de son premier jour d'exploitation aux États-Unis et au Canada, le film se place à la première place, rapportant 5 573 130 dollars dans 3303 cinémas, devant 40 ans, toujours puceau et The Constant Gardener. Il occupe encore la première place pour son week-end d'ouverture, gagnant 16 540 720 dollars, toujours derrière 40 ans, toujours puceau et The Constant Gardener. Finalement, Le Transporteur 2 a rapporté 85 167 639 dollars au box-office mondial, dont 43 095 856 dollars en Amérique du Nord et 42 071 783 dollars à l'international.
En France, le film a enregistré 1 230 444 entrées dont 105 225 pour son premier jour et 440 512 pour sa première semaine d'exploitation dans 510 salles.
| Pays ou région    | Box-office        | Date d'arrêt du box-office | Nombre de semaines |
| ----------------- | ----------------- | -------------------------- | ------------------ |
| États-Unis Canada | 43 095 856 $      | 26 décembre 2005           | 17                 |
| France            | 1 230 444 entrées | -                          | -                  |
| Total mondial     | 85 167 639 $      | -                          | -                  |

## Distinctions
En 2006, Le Transporteur 2 a été sélectionné 4 fois dans diverses (pires) catégories et a remporté 1 récompense.

### Récompenses
- Gérard du cinéma 2006 :
  - Gérard de la Plus mauvaise production, plus mauvaise réalisation ou plus mauvais scénario de Luc Besson.

### Nominations
- Bidets d'Or 2006 :
  - Bidet d'Or du film,
  - Bidet d'Or de l'acteur pour Jason Statham,
  - Bidet d'Or du réalisateur pour Louis Leterrier.